# Grete De Francesco
Grete De Francesco (geboren als Margarethe Weissenstein am 5. November 1893 in Wien, Österreich-Ungarn; gestorben Februar/März 1945 vermutlich im Konzentrationslager Ravensbrück) war eine deutschsprachige Schriftstellerin.
Ihr Buch Die Macht des Charlatans aus dem Jahr 1937 gilt international als wissenschaftliches Standard- und Referenzwerk zum Thema „Scharlatanerie“. Eine englische Übersetzung erfolgte 1939. In den 1930er Jahren verfasste De Francesco eine größere Anzahl kulturwissenschaftlicher Aufsätze zu Grenzgebieten der Medizin für die Hauszeitschrift des in Basel ansässigen Ciba-Konzerns.

## Leben

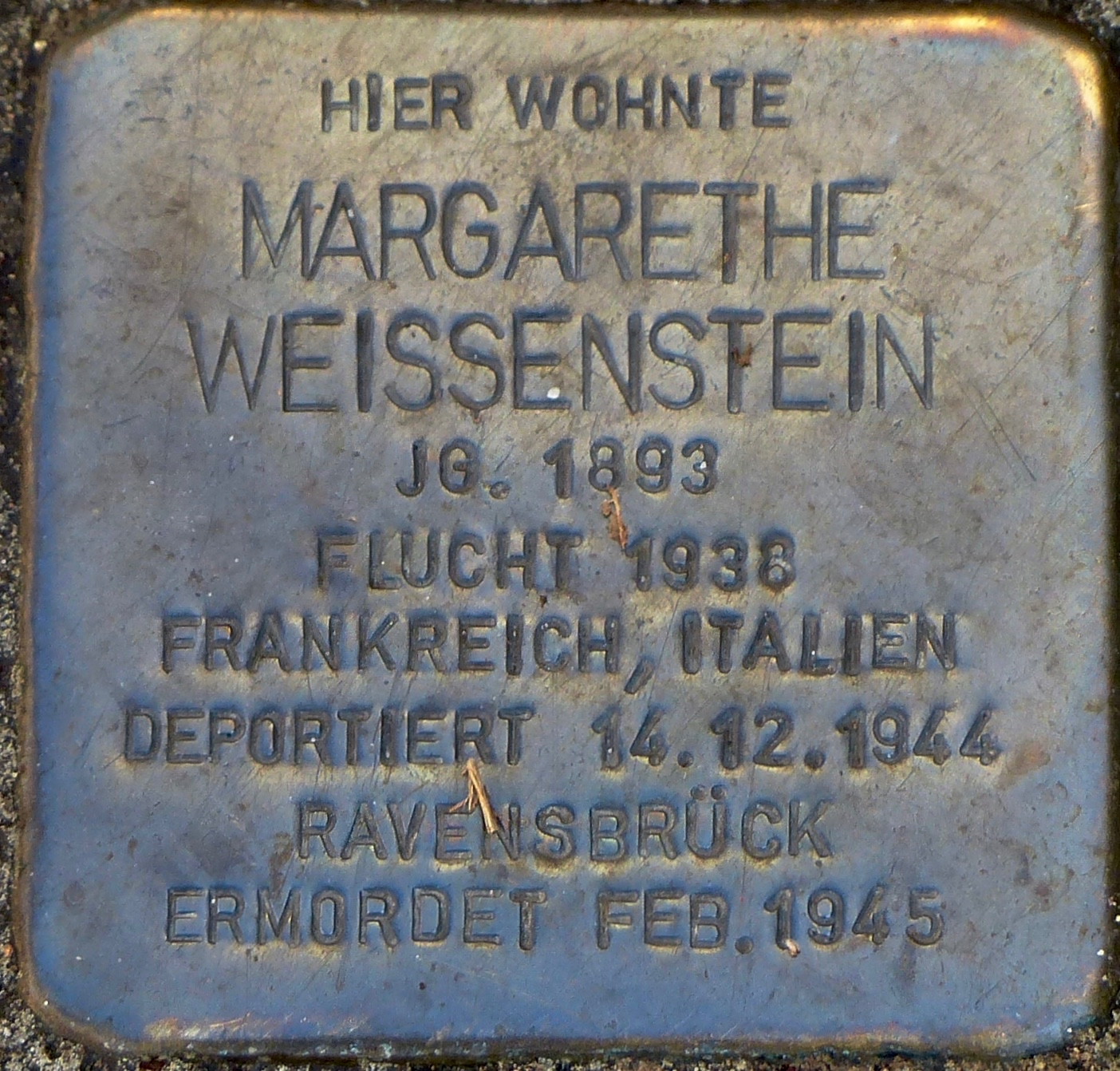
Der erste Stolperstein in Salzburg von 2015

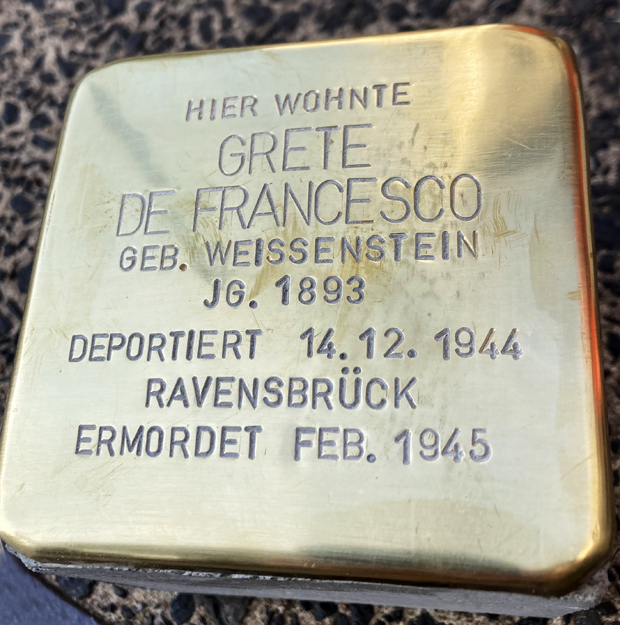
Grete De Francesco Stolperstein 2022

Margarethe Weissenstein war die älteste von drei Töchtern des jüdischen Ehepaars Else und Emanuel Weissenstein, ihr Vater war Generaldirektor der Vereinigten Jutefabriken in Wien und Budapest. Sie studierte in München, heiratete Giulio De Francesco, einen Ingenieur aus dem Südtiroler Rovereto, lebte mit ihm in Mailand, dann seit Mitte der zwanziger Jahre in Berlin, wo sie mit der Diplomarbeit „Das Gesicht des italienischen Faschismus“ (1931) die erste weibliche Absolventin an der Deutschen Hochschule für Politik wurde. Sie schrieb für das Feuilleton der Frankfurter Zeitung und stand in Kontakt mit Walter Benjamin, Ernst Bloch, Siegfried Kracauer, Karl Mannheim und Albert Salomon. 1932 war sie für kurze Zeit Redaktionsmitglied, danach verfasste sie als freie Mitarbeiterin, teilweise auch unter dem Pseudonym Anton Pacher, weiterhin Beiträge für das Blatt. Ab 1933 pendelte die Publizistin als permanente Grenzgängerin zwischen Wien, Prag, Paris, Basel, Zürich und Mailand, das seit September 1943 unter deutscher Besatzung stand. Sie wurde bespitzelt und suchte Zuflucht in oberitalienischen Bergdörfern, auch verbarg sie sich mehrere Monate in einem Irrenhaus für Frauen, kehrte dann aber doch wieder in ihre Mailänder Wohnung zurück, wo sie am 24. Oktober 1944 von der SS verhaftet wurde. Über das Durchgangslager Bozen wurde sie am 14. Dezember 1944 in das KZ Ravensbrück deportiert, wo Margarethe (Margherita) De Francesco vermutlich im Februar 1945 umgebracht wurde.
Bis 2023 war von De Francesco kein Porträtfoto öffentlich bekannt. Im März 2023 veröffentlichte das italienische Centro di Documentazione Ebraica Contemporanea Fotos aus einer persönlichen Korrespondenz von De Francesco.

## Schriften (Auswahl)

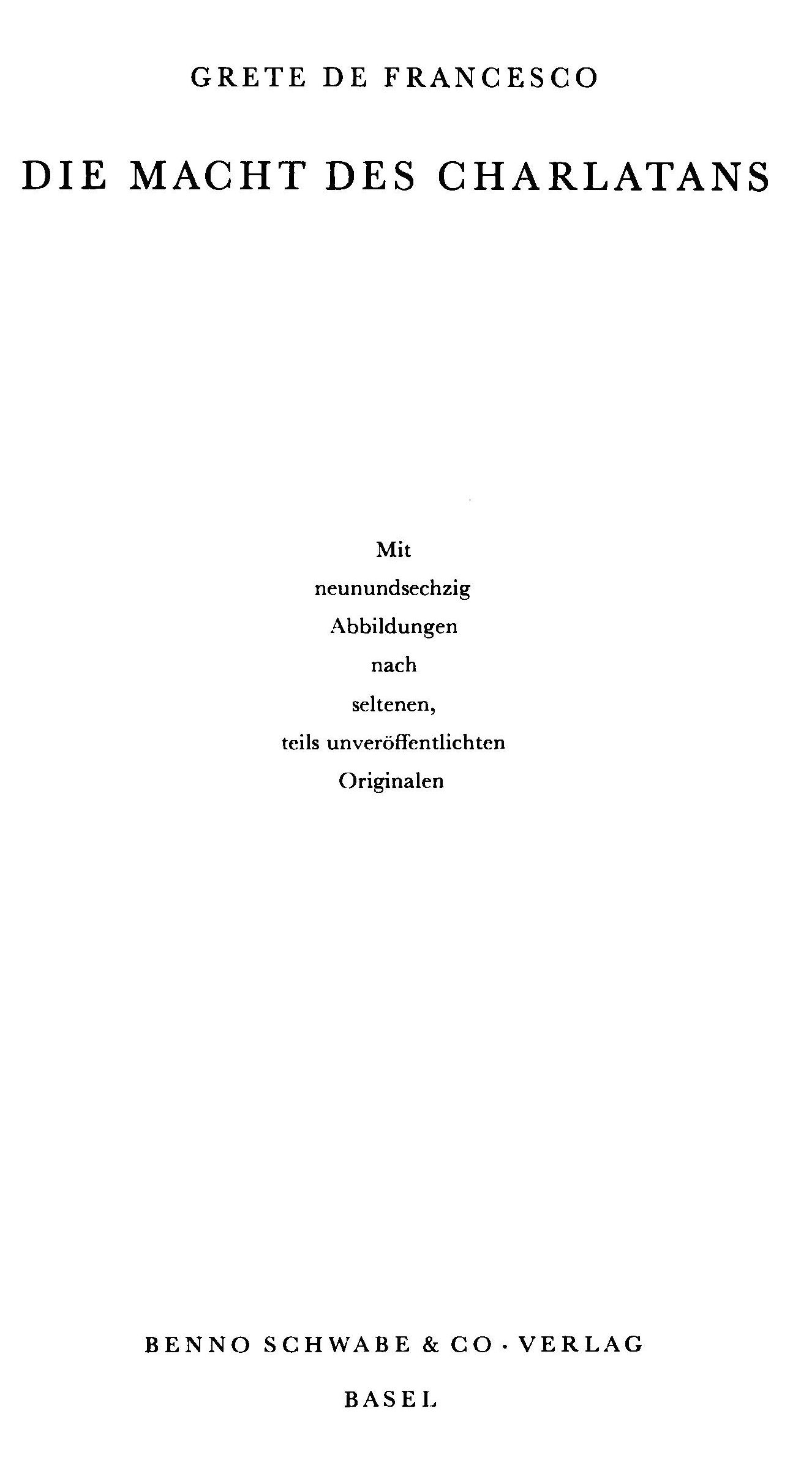
Die Macht des Charlatans (1937)

- Die Macht des Charlatans. 69 Abb., 258 S., Bibliographie, Register. Schwabe Verlag, Basel 1937.
  - Mit einer Übersetzung ins Englische: The Power of the Charlatan. Translated by Miriam Beard. VII+288 p. Yale University Press, New Haven 1939.
  - Neuauflage Januar 2021, 69 Abb., 456 S., mit einem biographischen Essay von Volker Breidecker. AB – Die Andere Bibliothek, Berlin, ISBN 978-3-8477-0434-8.

Beiträge für Hauszeitschriften der Ciba, Basel, vor allem für die Ciba Zeitschrift. Herausgeber war die wissenschaftliche Abteilung der Gesellschaft für chemische Industrie in Basel. Die mit historischen Bildern illustrierte Zeitschrift erschien von 1933 bis 1952 in 132 Ausgaben und hatte sich zum Programm gesetzt, „in kleinen Ausschnitten solche Grenzgebiete zu behandeln, in denen sich die Medizin mit Völkerkunde, Geschichte, Kultur- und Kunstgeschichte oder anderen Disziplinen berührt.“
- Wie der Arzt ins Fasnachtsspiel kam. In: Der Feldscherer. Heft 3, November 1933.
- Il Dottore. In: Il Dottore / Der Arzt in der Stegreifkomödie und im Puppenspiel. Mit einer Vorbemerkung von Grete de Francesco. Heft 7, März 1934.
- Das Kleid des Arztes in drei Jahrhunderten. In: Das Kleid des Arztes. Heft 11, Juli 1934. PDF
- Der Flügelstier als Symbol der medizinischen Fakultät und Die Taube als Spitals-Emblem. In: Symbole der Medizin. Heft 16, Dezember 1934.
- Ärztebildnisse aus den Anfangszeiten der Photographie und Nadar – „un roi des photographes“. In: Ärztebildnisse aus den Anfangszeiten der Photographie. Heft 21, Mai 1935. PDF
- Heilige als Krankheitshelfer und Ein Schutzpatron der Medizin und Krankheitsvotive aus vier Jahrhunderten. In: Heilige als Krankheitshelfer. Heft 26, Oktober 1935.
- Der Arzt im Märchen. In: Der Arzt im Märchen. Heft 28, 1935/36.
- Medizinisches in der Heraldik. In: Medizinisches in Numismatik, Heraldik und Philatelie. Heft 30, Februar 1936.
- Paul de Sorbait spricht als Rektor zu den promovierenden Ärzten und Fünf Rektoratsblätter aus der Hauptmatrikel der Universität Wien. In: Die Promotion zum Doctor medicinae. Heft 34, Juni 1936.
- Der Scharlatan – Scharlatanerie und Scharlatane aus drei Jahrhunderten und Gedrucktes aus der Scharlatanpraxis. In: Der Scharlatan. Heft 37, September 1936. Text
- Das Arztporträt [Mehrere Beiträge]. In: Das Arztporträt. Heft 55, März 1938.
- Die medizinische Fakultät von Bologna [Mehrere Beiträge]. In: Die medizinische Fakultät von Bologna. Heft 81, Juli 1941.

Beiträge und englische, französische und holländische Übersetzungen ihrer Aufsätze in Ciba-Rundschau, CIBA Review und Ciba symposia, dazu weitere Einzelveröffentlichungen. Am 25. November 2023 veranstaltete das Literaturhaus Salzburg anlässlich des 130. Geburtstages eine Gedenkveranstaltung für Grete De Francesco.